# Кина Герджикова
Кина Казанджиева – Герджикова е драматична актриса, оставила значима следа в българското драматично изкуство.

## Биография
Известният търновски род Славейкови дава на България едно голямо име на театъра в зората на неговото създаване. Това е Кина Казанджиева е родена на 6 януари 1884 г. в Търново. Малка остава кръгло сираче. Добри роднини от София я приютяват. Налага се да работи като прислужница и домашна помощница в престижни софийски квартали. Така попада сред артистичните среди на София. Тези на пръв поглед случайни хора формират любов и съпричастие към магията на театралното изкуство.

## Началото
Един пътуващ театър поставя началото на творческата ѝ кариера. През 1902 г. участва в постановките на Македонския театър на Войдан Чернодрински, където се утвърждава като талантлива актриса. По финансови причини театърът се разформирова и тя остава без средства, без дом и работа. В отчаянието си постъпва в манастир, за да оцелее. Единствено голямата ѝ любов към изкуствота я кара да напусне светата обител и да постъпи през 1904 г. в „Съвременен театър“ на Матей Икономов. Там прави своите истински професионални стъпки, получава първите си сериозни роли, постепенно развива таланта си на театралната сцена. Нежна и очарователна, тя печели сърцата на публиката, но спечелва и сърцето на артиста Николай Герджиков. През 1907 г. актрисата се омъжва за него и двамата започват работа в Пловдивския общински театър.
Пловдивската публика е взискателна, но Кина Казанджиева – Герджикова успява да спечели нейната симпатии и овации. Фамилия Герджикови е заможна и културно извисена. В богата семейна библиотека Кина чете непрекъснато и се усъвършенства духовно. Превръща се в една от най-интелигентите дами на пловдивското изискано общество.
Но тя притежава огромно желание за експерименти, да наложи новаторско мислене в театрълното дело. Затова напуска Пловдивския общински театър и основава Частнен пътуващ популярен театър. Неговата популярност се дължи на богатия сценичен реквизит и гардероб, на модерните постановки, на таланта и професионализма на актьорите.
Престоят на сем. Герджикови в театъра е сама 1 година, но той оказва изключително влияние.
Обхванати от творчески ентусиазъм семейството заминава за европейската театрална столица Париж. Там Кина Герджикова прилежно усвоява френското театрално майсторство и школува сценичното си изкуство. След тригодишен престой /1912 – 1915/ двамата изтъкнати актьори се завръщат в България и постъпват в Държавната трупа на Народния театър. Дебютът на талантливата актриса е запомнен от софиянци и коментиран години напред. Това е ролята на Нора от едноименната пиеса на Ибсен. Отзивите в тогавашната преса са категорични: "Успехът на Герджикова в „Нора“ е голям и несъмнен. Тази класическа драматична роля я прави изключително популярна."
През 1919 г. талантливата и даровита търновка играе в Общинския театър в Гюмюрджина, а после отново в любимия Пловдивски театър. Добре е приета и от Варненската публика, тъй като в периода 1925 – 1927 г. е привлечена на работа във Варненския театър. Тя е постановчик на „Родина“ от Зудерман и изпълнява главните роли в постановките на трупата:
- Тамара в „Борислав“ на Вазов
- Вела във „Вампир“ на Страшимиров
- Наташа в „На дъното“ от Горки
- Оля в „Свети, но не сгрява“ на Островски и много други.

Кина Герджикова е баба на известния български оперен ас проф. Павел Герджиков. Той разказва: „По линия на Герджиковия род съм свързан с много интелектуални български фамилии – със семейството на академик Николай Райнов и на Стефан Гечев. Дълбоко съм убеден обаче, че склонността ми към музиката и театъра идва от баба ми Кина. Дядо ми Николай бил актьор, но не мога да кажа, че е бил от най-големите, по-скоро е бил изкушен от перото и се е занимавал с журналистика. изключителна фигура е неговата съпруга, баба ми актрисата Кина Герджикова. Тя е от Търново, по баща Казанджиева, и по тази линия е роднина с Петко и Пенчо Славейкови. Аз баба ми Кина не помня на сцената. Родил съм се през 1938 г., когато тя е направила прощалния си спектакъл в Пловдив... Баба ми е била един апостол, аркашка в рокля, посветила живота си да сее театрално изкуство в провинцията, и то в най-гладните и трудни години на България – в началото на века, времето на Балканската война и националната катастрофа. Борила се е като лъвица, за да бъде запазен Пловдивският общински театър, където е играла.“
Последните си творчески години популярната Кина Казанджиева – Герджикова посвещава на столицата. На 15 март 1950 г. цяла София се прощава с любимката на публиката от ранния период на нашия театър. С неповторимия си талант и професионализъм, тя остава в историята на българското драматично изкуство.